# ニール・ジョンストン
ドナルド・ニール・ジョンストン (Donald Neil Johnston, 1929年2月4日 - 1978年9月28日) は、アメリカ合衆国の元プロバスケットボール選手。出生地はオハイオ州チリコシー、出身大学はオハイオ州立大学。1950年代のアメリカ男子プロバスケットボールリーグNBA、フィラデルフィア・ウォリアーズで活躍したビル・ラッセル登場以前のリーグトップセンターであり、1956年には同チームを優勝に導いた。1990年には殿堂入りを果たしている。

## 経歴
ニール・ジョンストンことドナルド・ニール・ジョンストンは、オハイオ州立大学入学当初は無名の選手で、1年目は7試合の出場で1.9得点と寂しい成績に終わった。2年目のシーズンには成長が見られ、20試合の出場で9.0得点の成績を残した。
大学時代のジョンストンは野球選手の面で先に頭角を現し、在学中にはMLBのフィラデルフィア・フィリーズと契約を結び、下部リーグのテレホート・フィリーズで2年半、投手としてプレイし、その間カレッジバスケは休業状態となった。結局プロ野球選手としては芽が出ず、最後のシーズンを3勝9敗という成績で終えた後、プロバスケットボール選手になることを決意した。彼のマネージャー、ジム・ワードの支援のもと、NBAのフィラデルフィア・ウォリアーズのチームキャンプに参加。見事1951-52シーズンのロスター入りを果たし、ジョンストンのNBAでの生活がスタートした。
バスケット選手としては目だった実績のないジョンストンだが、1年目のシーズンはエド・マイカンの控えセンターとしてプレイし、6.0得点5.3リバウンドとまずまずの成績を残した。当時のウォリアーズはジョー・ファルクス、ポール・アリジン、アンディ・フィリップら好選手を揃えたリーグ屈指の強豪チームだったが、ジョンストンが加入したこのシーズンは33勝33敗と成績が落ち込み、さらにはオフにアライジンがチームを離脱するという事態に見舞われ、翌1952-53シーズンは12勝57敗という大不振に陥る。このチームの窮地に立ち上がったのがジョンストンであり、ジョンストンがリーグのトップセンターに上り詰める契機となった。ジョンストンはこのシーズンにリーグ史上稀に見る大成長を遂げ、前季の6.0得点から22.3得点13.9リバウンドと一気に数字を伸ばし、得点王を獲得。さらにオールNBA1stチームにも名を連ね、名実共にリーグトップセンターに君臨する。ウォリアーズはジョンストンのあまりの変貌振りと、チームのあまりの不振ぶりにチームの大改造を決意し、主力選手だったフィリップとマイカンを放出することで、ジョンストン中心のチームとして再出発を図ることにした。
翌1953-54シーズンにはジョー・グラボウスキーやジャック・ジョージらが加入したことでウォリアーズの新しい核が出来上がると、さらに続く1954-55シーズンには一時NBAを離れていたアライジンがウォリアーズに復帰し、ウォリアーズの陣容は充実さを増した。そしてジョンストンはトップセンターとしてますます成長し、3シーズン連続で得点王に輝き、1954-55シーズンには1631得点（平均22.7得点）1085リバウンド（平均15.1リバウンド）を記録して得点王とリバウンド王の二冠を達成したリーグ最初の選手となった。
そして1955-56シーズン、ウォリアーズは45勝27敗の好成績を記録して4シーズぶりにプレーオフに進出すると、プレーオフを勝ち抜いてファイナルに進出し、フォートウェイン・ピストンズを4勝1敗で破って優勝を果たした。
以後もジョンストンは毎晩20得点10リバウンド以上を稼ぎ出す優秀なセンターとして活躍するが、ウォリアーズは1956年の優勝を頂点に停滞する。そしてウォリアーズでの8シーズン目を迎えた1958-59シーズンにジョンストンを膝の故障が襲い、28試合に出場した後、現役から退いた。
NBA通算成績は516試合の出場で10023得点（平均19.4得点）5856リバウンド（平均11.3リバウンド）だった。
引退後の翌1959-60シーズンからウォリアーズのヘッドコーチに就き、2シーズンに渡って采配を振った。通算成績は95勝59敗、勝率.617だった。

## プレースタイルと業績
ジョンストンの最大の武器は何処からでも決められるフックシュートだった。彼のシュートは高い決定力を誇り、フィールドゴール成功率1位には3度輝いている。
- オールスターゲーム：1953年－1958年
- オールNBA1stチーム：1953年-1956年
- オールNBA2ndチーム：1957年
- 殿堂入り

## 個人成績
| *      | リーグ1位       |
| 太字   | キャリアハイ    |
| dagger | NBAチャンピオン |

### レギュラーシーズン
| Season   | Team     | GP  | MPG   | FG%   | FT%  | RPG   | APG | PPG   |
| -------- | -------- | --- | ----- | ----- | ---- | ----- | --- | ----- |
| 1951–52  | PHW      | 64  | 15.5  | 472   | .662 | 5.3   | 0.6 | 6.0   |
| 1952–53  | PHW      | 70  | 45.2* | .452* | .700 | 13.9  | 2.8 | 22.3* |
| 1953–54  | PHW      | 72  | 45.8* | .449  | .747 | 11.1  | 2.8 | 24.4* |
| 1954–55  | PHW      | 72  | 40.5  | .440  | .766 | 15.1* | 3.0 | 22.7* |
| 1955–56† | PHW      | 70  | 37.1  | .457* | .801 | 12.5  | 3.2 | 22.1  |
| 1956–57  | PHW      | 69  | 36.7  | .447* | .826 | 12.4  | 2.9 | 22.8  |
| 1957–58  | PHW      | 71  | 33.9  | .429  | .819 | 11.1  | 2.3 | 19.5  |
| 1958–59  | PHW      | 28  | 14.0  | .329  | .784 | 5.0   | 0.8 | 6.3   |
| Career   | Career   | 516 | 35.5  | .444  | .768 | 11.3  | 2.5 | 19.4  |
| All-Star | All-Star | 6   | 22.0  | .429  | .696 | 8.6   | 1.0 | 11.7  |

### プレーオフ
| Year   | Team   | GP | MPG  | FG%  | FT%  | RPG   | APG | PPG  |
| ------ | ------ | -- | ---- | ---- | ---- | ----- | --- | ---- |
| 1952   | PHW    | 3  | 10.7 | .500 | .750 | 3.3   | 0.3 | 5.3  |
| 1956†  | PHW    | 10 | 39.7 | .408 | .707 | 14.3* | 5.1 | 20.3 |
| 1957   | PHW    | 2  | 42.0 | .321 | .667 | 17.5  | 4.5 | 19.0 |
| 1958   | PHW    | 8  | 23.6 | .385 | .818 | 8.6   | 1.8 | 10.9 |
| Career | Career | 23 | 30.5 | .390 | .734 | 11.2  | 3.3 | 15.0 |

## コーチ戦績

### NBA
| Team   | Season  | Regular season | Regular season | Regular season | Regular season | Playoffs | Playoffs | Playoffs | Playoffs | Playoffs               |
| Team   | Season  | G              | W              | L              | W-L%           | G        | W        | L        | W-L%     | Results                |
| ------ | ------- | -------------- | -------------- | -------------- | -------------- | -------- | -------- | -------- | -------- | ---------------------- |
| PHW    | 1959–60 | 75             | 49             | 26             | .653           | 9        | 4        | 5        | .444     | ディビジョン決勝敗退   |
| PHW    | 1960–61 | 79             | 46             | 23             | .582           | 3        | 0        | 3        | .000     | ディビジョン準決勝敗退 |
| Career | Career  | 154            | 95             | 59             | .617           | 12       | 4        | 8        | .333     |                        |